# Beslan Sawarbekowitsch Tschagijew
Beslan Sawarbekowitsch Tschagijew (* 24. Juli 1968 in Kasachstan, UdSSR; † 15. Mai 2009 in Grosny, Russland) war ein Ringer, der für die Sowjetunion, Russland und die Republik Moldau startete. Er wurde 1993 Europameister im griechisch-römischen Stil im Weltergewicht.

## Werdegang
Beslan Tschagijew begann als Jugendlicher mit dem Ringen und kam 1985 aus Ordschonikidzeskaya in Inguschetien nach Krasnojarsk, wo sich eines der Trainingszentren des sowjetischen Ringer-Verbandes befand. Später studierte er an der Sporthochschule Krasnojarsk und machte dort 1993 seinen Abschluss als Sportlehrer. Er war ein kräftiger, untersetzter Typ, der bei einer Größe von 1,74 Metern immer im Weltergewicht, der Gewichtsklasse, die zu seiner Zeit bis 74 kg Körpergewicht reichte, startete. Er rang ausschließlich im griechisch-römischen Stil.
Auf der internationalen Ringermatte trat er 1988 erstmals in Erscheinung. Er wurde in diesem Jahr in Wałbrzych (Polen) Junioren-Europameister in der Altersgruppe "Espoirs", die damals bis zum 20. Lebensjahr ging. Junioren-Weltmeisterschaften wurden damals in dieser Altersgruppe nicht ausgetragen, es gab aber im Juli 1988 in Athen ein Weltcup-Turnier, das Beslan Tschagijew ebenfalls gewann.
1990 belegte er bei der Meisterschaft der Sowjetunion im Weltergewicht den 3. Platz. Nach dem Zerfall der Sowjetunion wurde er 1992 russischer Meister. Für die Olympischen Spiele dieses Jahres wurde aber nicht er, sondern der erfahrenere Mnazakan Iskandarjan nominiert, der auch Olympiasieger wurde. Im Frühjahr 1993 bewährte sich Beslan Tschagijew bei zwei wichtigen internationalen Turnieren in Paris und in Koblenz. In Paris belegte er den 3. Platz, in Koblenz gewann er. Bei beiden Turnieren rang er u. a. auch gegen den deutschen Meister Erik Hahn. In Paris unterlag er, in Koblenz gewann er gegen diesen. Im Mai 1993 wurde er dann bei der Europameisterschaft in Istanbul eingesetzt. Er besiegte dort Wladimir Kopytow, Belarus, Petrică Cărare, Rumänien, Michael Lyyski, Finnland, Stojan Dobrew, Bulgarien und Asad Rusalijew aus Aserbaidschan und wurde damit Europameister. Ob er auch, allerdings ohne größeren Erfolg, bei der Weltmeisterschaft 1993, die in Stockholm stattfand, am Start war, lässt sich nicht mehr feststellen, da selbst in der Fachzeitschrift Der Ringer nur die zehn bestplatzierten Ringer in jeder Gewichtsklasse genannt werden. Im Weltergewicht ist unter diesen zehn Besten kein russischer Ringer.
Beslan Tschagijew, der in Russland auch den Titel "Meister des Sports" erhalten hatte, war 1994 bei keiner weiteren internationalen Meisterschaft am Start. Er wechselte zu Beginn des Jahres 1995 den Verband und startete nunmehr für den Ringerclub "Olimp" Chișinău (Kischinau) und den moldauischen Ringer-Verband. Bei der Weltmeisterschaft 1995 in Prag und bei der Europameisterschaft 1996 in Budapest war er dann für die Republik Moldau am Start. Bei beiden Meisterschaften verlor er aber gleich seinen ersten Kampf, in Prag gegen Yvon Riemer aus Frankreich und in Budapest gegen Erik Hahn. Er belegte deshalb in Prag nur den 31. und in Budapest den 15. Platz. Danach bestritt er keine internationalen Meisterschaften mehr.
Beslan Tschagijew arbeitete nach seiner aktiven Zeit als Trainer in der Türkei, kehrte aber in den Kaukasus zurück. Am 15. Mai 2009 sprengte er sich in Grosny als Selbstmord-Attentäter in der Nähe des tschetschenischen Ministeriums für internationale Angelegenheiten (MIA) in die Luft. Die Gründe für seinen Selbstmord sind unklar.

## Internationale Erfolge
| Jahr | Platz | Wettbewerb                                             | Gewichtsklasse | Ergebnisse |
| 1988 | 1.    | Intern. Junioren-Turnier (Espoirs) in Pernik bei Sofia | Welter         | vor Alexander Jovanovic, Jugoslawien und Christian Mrjana, Rumänien                                                                               |
| 1988 | 1.    | Junioren-EM (Espoirs) in Wałbrzych (Polen)             | Welter         | vor Tuomo Karila, Finnland und Richard Matejska, CSSR                                                                                             |
| 1988 | 1.    | Junioren-Welt-Cup (Espoirs) in Athen                   | Welter         | vor Mohyeldi Abdel Hareth, Ägypten, Juan Sanchez Ribiaux, Kuba und Daniel Henderson, USA                                                          |
| 1993 | 3.    | Großer Preis von Paris                                 | Welter         | hinter Erik Hahn, Deutschland und Vlado Lisjak, Jugoslawien                                                                                       |
| 1993 | 1.    | Großer Preis von Deutschland in Koblenz                | Welter         | vor Wladimir Kopytow, Belarus, Erik Hahn und Jaroslaw Siuj, Polen                                                                                 |
| 1993 | 1.    | EM in Istanbul                                         | Welter         | nach Siegen über Wladimir Kopytow, Petrică Cărare, Rumänien, Michael Lyyski, Finnland, Stojan Dobrew, Bulgarien und Asad Rusalijew, Aserbaidschan |
| 1995 | 1.    | 15. Hapoel-Spiele in Tel Aviv                          | Welter         | vor Erik Hahn, Boris Winakorow, Israel und Sami Deda, Albanien                                                                                    |
| 1995 | 31.   | WM in Prag                                             | Welter         | nach einer Niederlage gegen Yvon Riemer, Frankreich                                                                                               |
| 1996 | 15.   | EM in Budapest                                         | Welter         | nach einer Niederlage gegen Erik Hahn |

Erläuterungen
- alle Wettkämpfe im griechisch-römischen Stil
- Weltergewicht, damals bis 74 kg Körpergewicht